# Лехгау
Лехгау (њем. Löchgau) општина је у њемачкој савезној држави Баден-Виртемберг. Једно је од 39 општинских средишта округа Лудвигсбург. Према процјени из 2010. у општини је живјело 5.383 становника. Посједује регионалну шифру (AGS) 8118047.

## Географски и демографски подаци
Лехгау се налази у савезној држави Баден-Виртемберг у округу Лудвигсбург. Општина се налази на надморској висини од 260 метара. Површина општине износи 11,0 km². У самом мјесту је, према процјени из 2010. године, живјело 5.383 становника. Просјечна густина становништва износи 492 становника/km².